# Debeli rtič

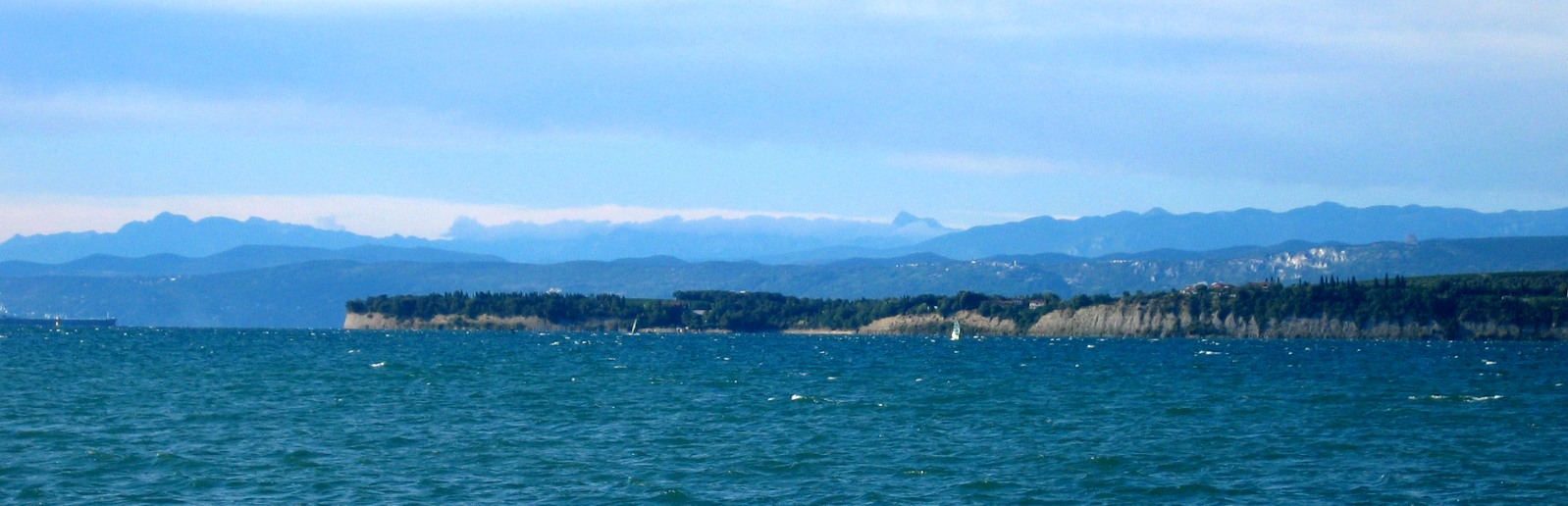

El santuario de aves europeo Debeli rtič está ubicado en la costa adriática eslovena en el área de la ciudad de Ankaran directamente en la frontera con Italia. El santuario de aves de aproximadamente 93 hectáreas incluye la parte interior de la bahía de St. Jernej y el mar frente a Debeli rtič. Debido a la costa muy suave, el área se caracteriza por un amplio cinturón de mareas y un infralitoral superior muy plano con un crecimiento de algas bien desarrollado y pastizales de algas marinas. Un banco de arena se forma en el mar frente a la parte extrema del cabo, que está permanentemente cubierto por una fina capa de agua de mar y está bordeado en su parte sur por un pronunciado arrecife submarino.